# Raymond Dart
Raymond Arthur Dart, né le 4 février 1893 à Toowong (Australie) et mort le 22 novembre 1988 à Johannesbourg (Afrique du Sud), est un anthropologue australien. En 1924, il a découvert et décrit l'enfant de Taung, le premier fossile d'Australopithèque, découvert en Afrique du Sud.

## Parcours
Né à Toowong, Queensland en Australie, il étudie à l'Ipswich Grammar School, à l'université du Queensland, à l'université de Sydney et à l'University College de Londres. En 1922, il obtient le poste de directeur du nouveau département d'anatomie de l'université du Witwatersrand à Johannesburg, Afrique du Sud.
Fils de fermier, il se marie six fois et a deux enfants.

## Découverte de l'«enfant de Taung»

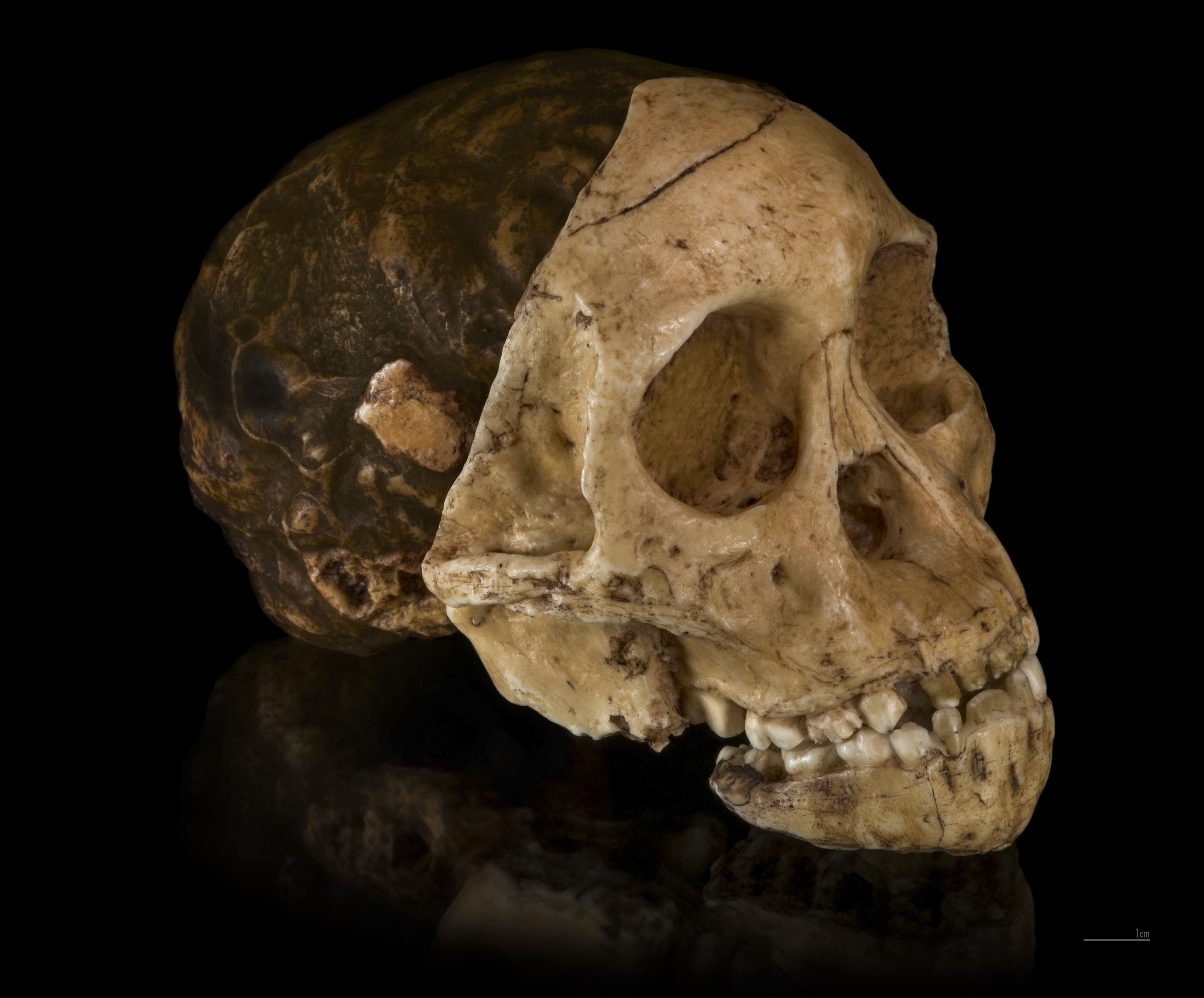
Crâne de l'enfant de Taung (moulage)

En 1924, le propriétaire d'une carrière de calcaire de Taung envoie un colis de roches fossilifères à Dart. En examinant les roches en question, Dart découvre un moulage endocrânien puis un fragment facial de crâne qui s'y adapte. Le fossile est celui d'un jeune primate et devient connu comme l'« enfant de Taung ». Dart publie sa description et crée un nouveau genre et une nouvelle espèce : Australopithecus africanus, le singe du Sud de l'Afrique. Dart considère le fossile comme un représentant du « chaînon manquant » entre les grands singes et les humains, du fait de son cerveau relativement petit, de sa denture évoquant celle des humains modernes et de sa probable station bipède.
La découverte et son auteur furent vivement critiqués dans un premier temps par la plupart des éminents anthropologues d'alors. Arthur Keith prétendit notamment que l'enfant de Taung n'était qu'un gorille juvénile. Le jeune âge du fossile rendait effectivement difficile son interprétation. Une origine africaine de l'humanité et une apparition de la bipédie antérieure au développement du volume du cerveau ne s'accordant pas avec les idées dominantes de l'époque concernant l'évolution humaine, Dart et l'enfant de Taung firent l'objet de nombreuses attaques.

## Reconnaissance et divergence
Les plus proches alliés de Dart étaient Wilfrid Le Gros Clark et Robert Broom, qui découvrit de nouveaux spécimens d'Australopithèque. Ce n'est qu'en 1947 qu'Arthur Keith reconnut que Dart avait raison.
Les interprétations de R. Dart ne sont toutefois pas toutes confirmées aujourd'hui. L’ hypothèse d'une industrie ostéodontokératique (en os, dent et corne) qu'il avait cru identifier en association avec les ossements d'Australopithèques n'est plus soutenue par le développement des recherches. Dart est également à l'origine de la « théorie du singe tueur » selon laquelle Homo sapiens est un animal brutal par nature qui se serait répandu depuis l'Afrique à travers l'Eurasie en éliminant les autres espèces de singe bipèdes ; des anthropologues tels que Robert Ardrey l'ont défendue et développée, mais elle n'est pas soutenue par la majorité des préhistoriens et des paléoanthropologues, pour ne pas dire abandonnée, faute de preuves archéologiques, anthropologiques et éthologiques.

## L'héritage de R. Dart
Dart a conservé son poste de directeur de l'école d'anatomie à l'université du Witwatersrand jusqu'en 1958. Il y a travaillé en collaboration avec Phillip Tobias qui a poursuivi ses recherches et a contribué à l'étude du Cradle of Humankind, un ensemble de sites fossilifères du Gauteng incluant Swartkrans et Sterkfontein.
En 1959 est paru un récit autobiographique de ses découvertes intitulé Aventures avec le chaînon manquant. L’Institut pour l'étude de l'Homme en Afrique a été créé en son honneur à Witwatersrand.